# Структура (дифференциальная геометрия)
В дифференциальной геометрии структурой на многообразии, геометрической величиной или полем геометрических объектов называется сечение расслоения, ассоциированного с главным расслоением кореперов некоторого многообразия {\displaystyle M}. Интуитивно геометрическую величину можно рассматривать как величину, значение которой зависит не только от точки {\displaystyle x} многообразия {\displaystyle M}, но и от выбора корепера, то есть от выбора инфинитезимальной системы координат в точке {\displaystyle x} (см. также Карта).

## Формальное определение структуры на многообразии
Для формального определения структур на многообразии рассмотрим {\displaystyle GL^{k}(n)} — общую дифференциальную группу порядка {\displaystyle k} (группу {\displaystyle k}-струй в нуле преобразований пространства {\displaystyle \mathbb {R} ^{n}}, сохраняющих начало координат), {\displaystyle M_{k}} — многообразие кореперов порядка {\displaystyle k} {\displaystyle n}-мерного многообразия {\displaystyle M} (то есть многообразие {\displaystyle k}-струй {\displaystyle j_{x}^{k}(u)} локальных карт {\displaystyle u:M\supset U\to \mathbb {R} ^{n}} с началом в точке {\displaystyle x=u^{-1}(0)}).
Группа {\displaystyle GL^{k}(n)} действует слева на многообразии {\displaystyle M_{k}} по формуле
{\displaystyle j_{0}^{k}(\varphi )j_{0}^{k}(u)=j_{x}^{k}(\varphi \circ u),\quad j_{0}^{k}(\varphi )\in GL^{k}(n),\quad j_{x}^{k}(u)\in M_{k}.}
Это действие определяет в {\displaystyle M_{k}} структуру главного {\displaystyle GL^{k}(n)}-расслоения {\displaystyle \pi _{k}:M_{k}\to M}, называемого расслоением кореперов порядка {\displaystyle k}.
Пусть теперь {\displaystyle W} — произвольное {\displaystyle GL^{k}(n)}-многообразие, то есть многообразие с левым действием группы {\displaystyle GL^{k}(n)}, a {\displaystyle W(M)} — пространство орбит левого действия группы {\displaystyle GL^{k}(n)} в {\displaystyle M_{k}\times W}. Расслоение {\displaystyle \pi _{W}:W(M)\to M}, являющееся естественной проекцией пространства орбит на {\displaystyle M} и ассоциированное как с {\displaystyle W}, так и с {\displaystyle M_{k}}, называется расслоением геометрических структур типа {\displaystyle W} порядка не больше {\displaystyle k}, а его сечения — структурами типа {\displaystyle W}. Структуры такого типа находятся в естественном взаимно однозначном соответствии с {\displaystyle GL^{k}(n)}-зквивариантными отображениями {\displaystyle S:M_{k}\to W}.
Таким образом, структуры типа {\displaystyle W} можно рассматривать как {\displaystyle W}-значную функцию {\displaystyle S} на многообразии {\displaystyle M_{k}} {\displaystyle k}-реперов, удовлетворяющую следующему условию эквивариантности:
{\displaystyle S(gu^{k})=gS(u^{k}),\quad g\in GL^{k}(n),\quad u^{k}\in M_{k}.}
Расслоение геометрических объектов является естественным расслоением в том смысле, что группа диффеоморфизмов многообразия {\displaystyle M} действует как группа автоморфизмов {\displaystyle \pi _{W}}.
Если {\displaystyle W} есть векторное пространство с линейным (соответственно аффинным) действием группы {\displaystyle GL^{k}(n)}, то структуры типа {\displaystyle W} называются линейными (соответственно аффинными).
Основными примерами линейных структур первого порядка являются тензорные структуры, или тензорные поля. Пусть {\displaystyle V=\mathbb {R} ^{n}}, {\displaystyle V^{*}=\mathrm {Hom} \,(V,\;\mathbb {R} )} и {\displaystyle V_{g}^{p}=((\otimes ^{p}V))\otimes ((\otimes ^{q}V^{*}))} — пространство тензоров типа {\displaystyle (p,\;q)} с естественным тензорным представлением группы {\displaystyle GL^{1}(n)=GL(n)}. Структура типа {\displaystyle V_{q}^{p}} называется тензорным полем типа {\displaystyle (p,\;q)}. Её можно рассматривать как вектор-функцию на многообразии кореперов {\displaystyle M_{1}}, сопоставляющую кореперу {\displaystyle \theta =j_{1}^{1}(u)=(du^{1},\;du^{2},\;\ldots ,\;du^{n})} набор координат {\displaystyle S(\theta )_{j_{1}j_{2}\ldots j_{q}}^{i_{1}i_{2}\ldots i_{p}}} тензора {\displaystyle S(\theta )\in V_{q}^{p}} относительно стандартного базиса
{\displaystyle \{e_{i_{1}}\otimes e_{i_{2}}\otimes \ldots \otimes e_{i_{p}}\otimes e^{*j_{1}}\otimes e^{*j_{2}}\otimes \ldots \otimes e^{*j_{q}}\}}
пространства {\displaystyle V_{q}^{p}}. При линейном преобразовании коронера {\displaystyle \theta \to g\theta =(g_{a}^{i}\,du^{a})} координаты {\displaystyle S_{j_{1}j_{2}\ldots j_{p}}^{i_{1}i_{2}\ldots i_{p}}} преобразуются по тензорному представлению:
{\displaystyle S_{j_{1}j_{2}\ldots j_{q}}^{i_{1}i_{2}\ldots i_{p}}(q\theta )=g_{a_{1}}^{i_{1}}g_{a_{2}}^{i_{2}}\ldots g_{a_{p}}^{i_{p}}(g^{-1})_{j_{1}}^{b_{1}}(g^{-1})_{j_{2}}^{b_{2}}\ldots (g^{-1})_{j_{q}}^{b_{q}}S(\theta )_{b_{1}b_{2}\ldots b_{q}}^{a_{1}a_{2}\ldots a_{p}}.}
Важнейшими примерами тензорных структур являются:
- векторное поле;
- дифференциальная форма;
- метрический тензор;
- симплектическая структура;
- комплексная структура.

Все линейные структуры (любых порядков) исчерпываются сверхтензорами Рашевского.
Примером аффинной структуры второго порядка служит аффинная связность без кручения, которую можно рассматривать как структуру типа {\displaystyle V_{(2)}^{1}}, где {\displaystyle V_{(2)}^{1}\approx V\otimes S^{2}V^{*}} — ядро естественного гомоморфизма {\displaystyle GL^{2}(n)\to GL^{1}(n)}, которое можно рассматривать как векторное пространство с естественным действием группы {\displaystyle GL^{2}(n)=GL(n)V_{(2)}^{1}}.
Другим важным и добольно широким классом структур является класс инфинитезимально однородных структур, или {\displaystyle G}-структур. Их можно определить как структуры типа {\displaystyle W}, где {\displaystyle W=GL^{k}(n)/G} — однородное пространство группы {\displaystyle GL^{k}(n)}.
Для дальнейшего обобщения можно рассмотреть общие {\displaystyle G}-структуры — главные расслоения, гомоморфно отображающиеся на {\displaystyle G}-структуру, и сечения ассоциированных с ними расслоений. В этом случае можно рассматривать ряд важных общих геометрических структур, такие как спинорные структуры, симплектические спинорные структуры и др.